# Platichthys stellatus
Espèce
Statut de conservation UICN

 LC  : Préoccupation mineure
Platichthys stellatus est une espèce de poissons plats appartenant à la famille des Pleuronectidae.